# Salvador Lax Franco
Salvador Lax Franco (Murcia, Región de Murcia, España, 22 de enero de 1991) es un árbitro de fútbol español adscrito al comité murciano. Desde la temporada 2023‑24 milita en la Segunda División (LaLiga Hypermotion).

## Trayectoria
Debutó en la extinta Segunda División B en la temporada 2014‑15 (Córdoba B–La Roda, 1‑1, jornada inaugural) y permaneció nueve campañas en la categoría de bronce, con 111 encuentros de liga, además de partidos de Copa y promociones. Con la reestructuración, dirigió en Primera Federación y, al término de la 2022‑23, ascendió al fútbol profesional para integrarse en la plantilla de Segunda División a partir de 2023‑24.

## Temporadas
| Categoría          | País   | Años          | Partidos |
| ------------------ | ------ | ------------- | -------- |
| Segunda División B | España | 2014–2021     | 111      |
| Primera Federación | España | 2021–2023     | —        |
| Segunda División   | España | 2023–presente | —        |

Totales de 2.ªB según CD Tenerife y RFEF; resto de categorías, en actualización.